# تلمبة شهيد عتيقي (مشيز بردسير)
تلمبة شهيد عتيقي (بالفارسية: تلمبه شهید عتیقی) هي مستوطنة تقع في إيران في كرمان. يقدر عدد سكانها بـ 78 نسمة بحسب إحصاء 2016.